# Guggenberg (Wessobrunn)
Guggenberg ist ein Gemeindeteil von Wessobrunn im oberbayerischen Landkreis Weilheim-Schongau.

## Geografie
Der Weiler liegt circa zwei Kilometer südlich von Wessobrunn auf einem Moränenhügel, ist jedoch durch den Schlittgraben von dem Hauptort getrennt.

## Geschichte
Guggenberg gehörte zur Riederschaft Forst der Klosterhofmark Wessobrunn. Im Jahr 1761 werden zwei Anwesen erwähnt, ein Halbhof und ein Sechzehntelhof. Beide waren dem Kloster Wessobrunn grundbar, die Hohe Gerichtsbarkeit lag beim Landgericht Landsberg.
Nach der Säkularisation wurde der Weiler im Zuge der Gemeindeedikte von 1818 Bestandteil der neu gebildeten Gemeinde Forst im Landgericht Weilheim in Oberbayern.
Mit dieser wurde Guggenberg im Zuge der Gebietsreform in Bayern am 1. Mai 1978 nach Wessobrunn eingemeindet.

## Sehenswürdigkeiten
In Guggenberg befindet sich die sogenannte Zächerkapelle, eine Hofkapelle aus dem 18. Jahrhundert.
Siehe auch: Liste der Baudenkmäler in Guggenberg